# Grandfontaine-sur-Creuse
Grandfontaine-sur-Creuse é uma comuna francesa na região administrativa de Borgonha-Franco-Condado, no departamento de Doubs. Estende-se por uma área de 5,9 km². Em 2010 a comuna tinha 75 habitantes (densidade: 12,7 hab./km²).